# Polina Misailidou

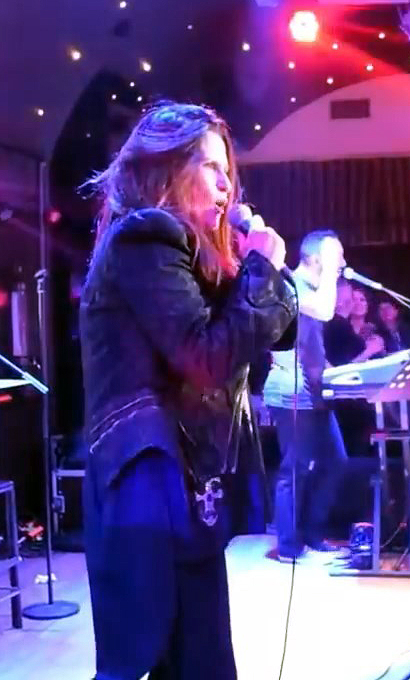
Polina Misailidou

Polina Paraskevi Misailidou (griechisch Πωλίνα Παρασκευή Μισαηλίδου; * 28. Juli 1956 in Nea Smyrni, Griechenland), besser bekannt als Polina, ist eine griechische Sängerin. Sie sollte Griechenland beim Eurovision Song Contest 1986 in Bergen vertreten, aber Griechenland zog die Teilnahme zurück.

## Leben und Karriere
Polina ist in dem Athener Vorort Nea Smyrni geboren und aufgewachsen. Sie startete beim Thessaloniki Song Festival 1977 mit dem Lied Zei (Sie lebt). Zwei Jahre später war sie eine der vier Backgroundsänger von Elpida beim Eurovision Song Contest 1979 in Jerusalem.
Sie veröffentlichte 1986 mit Birímpa ihr erstes Album. Im gleichen Jahr gewann sie die nationale Vorentscheidung „Ellinikós Telikós“ mit dem Lied Wagon-lit und sollte für Griechenland beim Eurovision Song Contest in Bergen antreten, aber ERT zog überraschend die Teilnahme zurück. Zunächst hieß es, dass die politische Situation in Griechenland eine Rolle gespielt habe. Später sagte man, dass das orthodoxe Osterfest am folgenden Tag den Ausschlag gab, nicht teilzunehmen.
Am bekanntesten sind einige ihrer Hits vom Ende der 1980er-Jahre – „Push-Ups“, „Let’s Go to the Seychelles“ und „Radio, Love Me“ gehören dazu.

## Diskografie (Auswahl)

### Alben
- 1986: Birímpa
- 1987: Páme gia tréles stis Sefchélles
- 1988: Kóntres
- 1990: Kalí Epitychía...!

### Singles
- 1987: Páme gia tréles stis Sefchélles
- 1988: Rádio agápi mou
- 1990: Push Ups